# Partido da Pátria (Azerbaijão)
O Partido da Mãe Pátria (em azeri: Ana Vətən Partiyası) é um partido político conservador nacionalista do Azerbaijão. Seus membros são principalmente azeris, que se originou na Armênia. O partido foi criado em 1990 por Fezail Agamali o antigo vice-ministro de proteção social, que nasceu na Armênia é o atual líder.
Nas últimas eleições parlamentares azeris de 2010 em 07 de novembro, o partido recebeu 1,4% dos votos, que representam 2 dos 125 assentos na Assembleia Nacional da República do Azerbaijão.